# Politiche di governance
Le politiche di governance attengono ad un concetto di gestione del potere pubblico maturato nei paesi più innovati, da un punto di vista economico e industriale, particolarmente negli anni 1970 e 1980.

## Sviluppo del concetto dellagovernance
Quello della governance è un concetto maturato nell'alveo della cultura inglese e statunitense, il quale ha successivamente trovato applicazione nelle politiche pubbliche ed economiche di numerosi stati a regime di economia di mercato.
Il termine governance è l'evoluzione del concetto di government, termine che richiama un tipo di azione intrapresa dallo stato centrale con poca possibilità di mediazione delle scelte gestionali politico-economiche da parte di terzi.
Storicamente, lo stile del government è stato adottato da quei paesi dove lo stato operava in maniera centralizzata e più in generale tale modello ha rispecchiato, soprattutto in epoca contemporanea, lo stile delle politiche statali dei paesi in cui veniva dato poco spessore ai soggetti economici privati.
Secondo Francesco Rubino, la governance nella sua accezione contemporanea nasce in Inghilterra alla metà degli anni 1970 per una singolare coincidenza tra le politiche di decentramento e privatizzazione volute dal governo centrale amministrato dai conservatori, e le politiche gestionali di affidamento in house volute invece dai governi locali delle contee amministrate dai laburisti. Si tratterebbe dunque di una sovrapposizione tra decentramento, deregolamentazione e privatizzazioni (ad esempio quelle delle forniture elettriche, o dei servizi sociali alla collettività).

## Il perché delle politiche digovernance
Le politiche di governance nascono soprattutto dalla constatazione dei limiti che uno stato incontra quando il potere pubblico è nelle mani di un solo soggetto, che in piena solitudine realizza scelte "immediate" e spesso poco efficaci a lunga scadenza.
Si può perciò affermare che lo stile del government è stato adottato soprattutto in quei paesi a regime di economia pianificata o socializzata come l'ex Unione Sovietica.
Il modello del government infatti ricalca pienamente le modalità d'azione del soggetto pubblico tipiche del marxismo ortodosso.
La governance invece potrebbe essere rapportata (con un po' di cautela) alle teorie dell'homo economicus le quali aprirono la strada all'economia di mercato tipica dei paesi a regime capitalistico.
La governance, da questo punto di vista, intende superare l'ottica del government, dal momento che la prospettiva del potere pubblico è demandata a più soggetti.
Si possono già scorgere geniali innovazioni, tuttavia deterministiche, del concetto di governance nelle teorie di sviluppo urbano elaborate in ambito statunitense negli anni 1970 da Logan e Molotch nel famoso modello della city as a growth machine. In sintesi, lo sviluppo della città è analizzato dal punto di vista delle imprese e cioè a dire dal punto di vista degli imprenditori privati i quali indirizzerebbero in maniera più congrua le politiche di organizzazione dello sviluppo del territorio.
Il modello della city as a growth machine ispirò dal punto di vista delle politiche territoriali il modello dei regimi territoriali urbani il quale rappresenta oggi la norma per quel che concerne la programmazione e lo sviluppo dei più importanti centri urbani.
Infatti le politiche di governance sono al centro del motore di sviluppo regionale odierno essendo fondate sulla compartecipazione di attori plurimi nell'ambito del processo decisionale di organizzazione e sviluppo del territorio.
La governance ha permesso di risolvere e regionalmente e nazionalmente quei problemi di fondo in materia di organizzazione armoniosa indispensabili per la formazione del vantaggio competitivo.

## Il caso italiano
L'Italia ha, soprattutto nel periodo del secondo dopoguerra, incontrato un tipo di sviluppo asimmetrico con ampi divari di crescita economica tra il nord ed il sud.
Durante il processo di industrializzazione degli anni 1950 e 1960 il governo italiano lanciò un progetto ambizioso di sviluppo equilibrato che assunse il nome di Progetto 80 con gli obiettivi di risanare gli squilibri territoriali (economici e sociali) dovuti ai limiti della mancata pianificazione durante il boom economico e di ripianare i gap territoriali esistenti (es: Nord-Sud, Costa-Collina, Adriatico-Tirreno, Città-Campagna).
Le iniziative del Progetto 80 non sortirono gli esiti sperati, anche se apportarono qualche miglioramento economico nelle zone in cui era prevista una linea d'azione di rilancio economico.
La ragione del parziale fallimento del progetto 80 sta proprio nei metodi con cui è stata affrontata l'agenda: esso infatti, basandosi su un'ottica tipica del marxismo ortodosso, ha operato l'intervento in maniera centralizzata, senza coinvolgere i soggetti economici e politici dell'area da rilanciare.
È mancata così la densità istituzionale che avrebbe permesso un più coeso accordo tra le parti.
Il progetto 80 faceva riferimento a ciò che oggi molti economisti e politici chiamano vecchia programmazione, la quale da questo punto d'analisi coincide proprio con lo stile government.
La nuova programmazione ridefinisce e amplia i ruoli dei singoli soggetti coinvolti nella policy-making con il risultato di politiche più mirate ed efficienti.

## Le politiche digovernancecome programmazione negoziata
La governance si esplica oggi come intervento mirato ed operato da più attori, sia governativi che non governativi.
Essa è parte della programmazione negoziata tipica di paesi democratici ed industrializzati nei quali la cooperazione coattiva fra i diversi soggetti ha portato ad importanti risultati al livello regionale ed insieme nazionale.
La governance infatti contempla un alto grado di democraticità ed è vista come il paradigma di organizzazione strutturale della politica odierna da parte di numerosi capi di stato sia europei che extraeuropei.
In Italia, particolarmente la governance ha trovato spazio nei vari strumenti di nuova programmazione negoziata economica regionale (ma anche nazionale) come il patto territoriale (più spesso abbreviato in p.tr.) o il contratto di programma soprattutto negli ultimi anni.

## Lagovernancenel settore terziario
La governance si configura perspicuamente come una delle più rilevanti fra le attività quaternarie dal momento che fortifica i rapporti fra la pubblica amministrazione e i soggetti imprenditoriali.
Essa inoltre è parte integrante del settore terziario che ha potuto inglobare alle proprie categorie funzionali anche tale nuova prospettiva.
Il settore terziario infatti oggi è sempre più interessato da attività quaternarie e di governance, quest'ultima considerata, a ragione, attività ad alto sfondo democratico per il bene collettivo.

## Lagovernancecome modello di funzionamento dell'Unione Europea
Le politiche di governance sono state anche alla base del raggiungimento di un più coeso consenso, in materia di cooperazione giuridica, fra i diversi stati aderenti all'Unione.
Non a caso, oggi l'Unione Europea viene denominata un sistema di governance multilivello (multi-level governance).
Nella fattispecie la multi-level governance dovrebbe permettere una gestione più equilibrata e razionale dei poteri fra le diverse parti, così da ottenere il massimo risultato e la massima efficacia. I poteri sono cioè mediati a diversi livelli (Unione, Stati, Regioni) permettendo la costituzione di uno stato di concertazione particolarmente efficiente in materia di azione da parte dell'Unione.
È in particolare l'art. 249 T.U.E. a siglare l'accettazione, da parte dello stato aderente, dei parametri di cooperazione governativa. Allo stesso tempo però lo stato che aderisce all'Unione deve accogliere un alto grado di ingerenza da parte della stessa U.E. nel campo della regolamentazione economica, monetaria e politica.
Le politiche di governance sono strettamente correlate dal punto di vista dell'UE al principio di sussidiarietà il quale ha per certi aspetti influenzato in maniera esponenziale gli stili di governance attualmente adoperati a livello europeo.
È grazie alla governance e al principio di sussidiarietà che possono attivarsi i piani di concertazione fra stati e Unione per quanto riguarda l'attuazione di particolari provvedimenti di politica internazionale.
La governance attiva particolari rapporti di diversa natura fra i diversi soggetti:
- la coordinazione verticale è quella più usuale quando si tratta di attivare piani di intervento che sottintendono il sussidio da parte dell'unione. La relazione qui è gerarchica. L'agenda è negoziata ma è l'unione che risulta essere, qui, sovraordinata alle altre parti;
- la coordinazione orizzontale esplica invece una particolare politica di governance che pone sullo stesso livello le parti coinvolte in materia di provvedimenti di interesse internazionale in seno all'unione.

## Prospettive future delle politiche digovernance
Le politiche di governance rappresentano oggi il punto di snodo della cooperazione fra i diversi attori economici, giuridici e governativi. Molti stati Europei tradizionalmente gelosi della propria autonomia culturale e politica stanno aprendosi alla logica della governance, stimolati dai temi europei sulla sussidiarietà e non ultimo lo sviluppo sostenibile il quale può contare a livello europeo sul nuovo strumento della governance.
Non c'è dubbio che anche gli stati, per tradizione, più ostili ai cambiamenti radicali nelle politiche di programmazione si dirigeranno a breve scadenza verso le politiche della governance le quali offrono nuove prospettive per uno sviluppo più ragionato nonché rigorosamente democratico.